# Eddie - Un'allenatrice fuori di testa
Eddie - Un'allenatrice fuori di testa (Eddie) è un film commedia statunitense del 1996 diretto da Steve Rash ed interpretato da Whoopi Goldberg e Frank Langella.

## Trama
Eddie lavora come autista di limousine ed è appassionata della pallacanestro. La donna riesce a vincere un concorso indetto dal capo del team dei New York Knicks e diviene allenatrice onoraria per un periodo limitato. Sia il pubblico che i giocatori incominceranno ad apprezzare la nuova allenatrice.